# Mario Contreras Vega
Mario Contreras Vega (Coyhaique, 14 de octubre de 1947) es un político, escritor y poeta chileno vinculado a los movimientos culturales Aumen y Chaicura de Chiloé, del que es referido como uno de sus fundadores.
Realizó estudios inconclusos de Pedagogía en Historia y Castellano en la Universidad Austral de Chile. Durante la década de 1970 editó la revista Archipiélago con dedicación exclusiva a poesía actual,  que se constituyó junto a La castaña, El 100piés, La gota Pura, Aumen, Envés y Posdata, en una de las pocas publicaciones de poesía que se realizaban en Chile en esta época. Además, ha colaborado para El Sur de Concepción, El Llanquihue de Puerto Montt y la extinta La Cruz del Sur de Ancud.
En lo político, fue candidato al Parlamento chileno en dos oportunidades: en 2001 por el Partido Comunista y en 2005 por el pacto Juntos Podemos Más, alcanzando un 6,5% y 3,89% respectivamente de los votos válidamente emitidos.
Según el análisis que realiza Iván Carrasco del discurso etnocultural en la poesía chilena, entre cuyos autores se encuentra Mario Contreras Vega, su obra poética se enmarcaría en el grupo de escritores «poetas chilotes» con La gallina ciega y otros poemas (1994). Junto a Carlos Trujillo y Sonia Caicheo, es considerado como uno de los pocos poetas chilotes que habían escrito antes del Golpe de Estado de 1973, mientras que su obra post golpe se caracterizaría por el uso de estrategias de poesía política como en el caso de Entre Ayes y Pájaros (1980); además, algunos investigadores lo adscriben a un grupo de «poetas actuales», que «(...) desarrollan su trabajo escritural y participan de la construcción de este espacio de producción literaria propuesto por los antologadores».

## Obras

### Poesía
- Raíces (1977),
- Entre Ayes y Pájaros (1980).
- Palabras Para los Días Venideros (1984).
- La Gallina Ciega y Otros Poemas (1993).
- Canción para Jinetes y Caballos (1996).
- Notas de Viaje (1999).

### Narrativa
- Pedro Ñancúpel, Pirata de Chiloé (2002), novela.
- Historias del país de las aguas (2010), cuentos.

### Crónica histórico-cultural
- Chiloe, Última Frontera de los Sueños (2000).
- Plantas alimenticias y medicinales de Chiloé (2006), Valdvia: El Kultrún.
- Reivindicación histórica de la Primera Compañia de Bomberos de Castro (2010), Valdivia: El Kultrún.
- Cien años de Literatura en Chiloé (2014), Santiago: Oximóron y Alquimia Ediciones.